# Anomalon fuscatum
Anomalon fuscatum là một loài tò vò trong họ Ichneumonidae.